# Рамон Баїу
Рамон Баїу-і-Субіас (ісп. Ramón Bayeu y Subías; 2 грудня 1744, Сарагоса — 1 березня 1793, Аранхуес) — іспанський художник епохи бароко.

## Біографія
Походив із багатої сім'ї художників (його братами були придворні художники Франциско та Мануель Баїу). Навчався, а згодом працював разом зі своїм братом Франциско. У 1766 році, завдяки заступництву брата, виграв конкурс, організований Королівською академією образотворчих мистецтв Святого Фердинанда, перемігши серед інших молодого Гойю. Призом стала стипендія на навчання в Римі.
З 1773 створював картини маслом на полотні (гобелени) на замовлення Королівської гобеленової мануфактури в Санта-Барбарі. Це були роботи виконані в масштабі 1:1 (у чітко визначеному форматі), на основі яких ткалися гобелени. Загалом він створив 35 таких картин, включаючиEl choricero, El juego de bolos, El majo de la guitarra i El muchacho de la esportilla. У деяких проєктах співпрацював з Франсіско Гойєю. Деякі з його карикатур та мідних табличок можна побачити у музеї Прадо.
Він став придворним художником Карла IV 20 квітня 1791 року. У тому ж році він написав портрети дітей королівського подружжя у їхній літній резиденції, палаці Аранхуес. Ймовірно, спочатку написав портрети інфанти Марії Амелії та Марії Луїзи, а коли вони були прийняті, він також зобразив інфанту Карлу Марію, інфанту Марію Ізабеллу та принца Фердинанда (Фердинанд VII у дитинстві).